# 刘潭爱
刘潭爱（1963年9月—），湖南桂阳人，汉族，中华人民共和国政治人物、企業家，第十二届全国人民代表大会湖南地区代表。
毕业于西安电子科技大学微波专业。加入中国民主促进会。1993年创办汕头市高斯贝尔电子有限公司，2001年8月創辦郴州高斯贝尔数码科技有限公司。亦曾担任高视伟业集团董事长。2008年起担任全国人大代表。2013年，担任全国人大代表。